# Pekin (Illinois)
Pekin je grad u američkoj saveznoj državi Ilinois. Prema popisu stanovništva iz 2010. u njemu je živjelo 34.094 stanovnika.